# Gjallarhorn
Pour les articles homonymes, voir Gjallarhorn (homonymie).

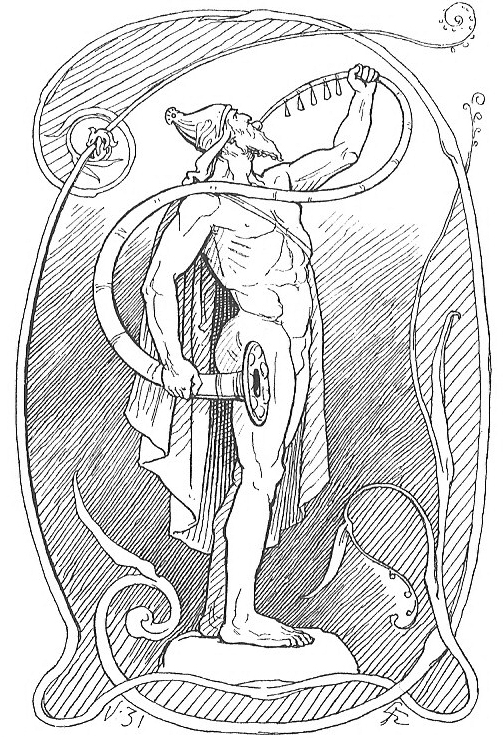
Heimdall soufflant dans Gjallarhorn, Lorenz Frølich.

Dans la mythologie nordique, Gjallarhorn ou Giallarhorn est le Lur par lequel le dieu Heimdall envoie un message aux dieux d’Ásgard et aux mortels de Midgard. Il est caché sous Yggdrasil mais Heimdall le fera sonner pour annoncer le début de Ragnarök. Son nom signifie « cor retentissant ».
Giallarhorn désigne aussi la corne qui permet à Mímir de boire l'eau de la source Mimisbrunn (« la source de Mimir ») qui recèle la sagesse et l'intelligence. Mímir est très savant grâce à l'eau de cette source qu'il boit chaque matin à l'aide de Giallarhorn.

## Sources
L'Edda (récits de mythologie nordique) de Snorri Sturluson.